# Седельников, Олег Львович
Олег Львович Седельников (род. 17 апреля 1952 в Няндома Архангельской области) — ветеран атомной энергетики и промышленности, лауреат Государственной премии Российской Федерации (2000), почётный гражданин г.о. Электросталь (Московская область),  генеральный директор ПАО МСЗ с 17 января 2011 года по 31 июля 2019 года, генеральный директор ОАО МЗП с конца 2012 года до июля 2015 г.

## Биография
О. Л. Седельников родился в 1952 году в городе Няндома (Архангельская область), в 1969—1970 годах работал слесарем по КИПиА локомотивного депо Воркуты.
В 1978 году окончил химический факультет МГУ им. М. В. Ломоносова и сразу после института поступил на работу на «Машиностроительный завод» (Электросталь).
В период с 1978—1984 годов О. Л. Седельников работал в цехе № 13 (порошковое производство) инженером-исследователем, мастером производства, инженером-технологом и работал технологом-заместителем начальника цеха № 4 (производство кальция).
С 1984 по 1988 годы был заместителем начальника технологического отдела (с 1986 года производственно-технического отдела).
С сентября 1988 по 2001 год возглавил цех № 13 — ведущий цех химико-металлургического производства, в котором производилось изготовление порошка диоксида урана.
В 2000 году стал лауреатом Государственной премии Российской Федерации в области науки и техники за создание автоматизированного промышленного производства диоксида урана для атомной энергетики.
Премию получил коллектив (сотрудники ЗАО МСЗ заместитель начальника цеха А. М. Белынцев, начальник лаборатории В. П. Дворянсков, главный механик В. Н. Меркулов, О. Л. Седельников, главный приборист-метролог А. А. Семочкин, начальник отделения С. П. Старовойтов и сотрудник ВНИИНМ С. И. Камордин).
С 2001 года перешёл на должность директора по капитальному строительству и реконструкции, с 2009 года входит в совет директоров ОАО "ЛОК «Колонтаево» (дочерняя структура ОАО «Машиностроительный завод»).
Директор ОАО МСЗ О. В. Крюков с начала 2011 года был назначен на пост вице-президента ОАО «ТВЭЛ» и 14 января состоялось заседание Совета директоров предприятия, на котором состоялось назначение нового директора (протокол от 14 января 2011 года № 17-12).
С 17 января 2011 года О. Л. Седельников занял пост генерального директора ОАО «Машиностроительный завод».
18 января его представил коллективу Президент ОАО «ТВЭЛ» Юрий Оленин.
В 2012 году был включён в рейтинг «ТОП-1000 региональных руководителей предприятий», составленный Ассоциацией менеджеров и ИД «Коммерсант».
После того, как в конце 2012 года в был реализован проект по переводу мощностей ОАО МЗП на площадку Машиностроительного завода, О. Л. Седельников стал по совместительству генеральным директором ОАО «Московский завод полиметаллов».
При О. Л. Седельникове в 2013 году была открыта мемориальная доска С. И. Золотухе на здании заводоуправления ОАО МСЗ (сейчас ПАО "МСЗ") и была выполнена трёхтысячная ТВС для европейской компании Areva.
Владеет 0,0004 % уставного капитала ПАО МСЗ, член совета директоров ОАО «ЦПТИ».

## Награды
Трудовая деятельность О. Л. Седельникова была отмечена наградами:
- Лауреат государственной премии Российской Федерации (2000)[3].
- знак «Ветеран атомной энергетики и промышленности»[3].
- знак Губернатора Московской области «Благодарю»[3].
- знак «За заслуги перед городом Электросталь» (2012)[2]
- медаль «В память 850-летия Москвы»[3].
- нагрудный знак «Почётный строитель России»[3].